# Phyllocnistis vitella
Phyllocnistis vitella là một loài bướm đêm thuộc họ Gracillariidae, known from Nga. Ấu trùng ăn Vitis amurensis.